# Mišinci (Derventa)
Mišinci (szerbül: Мишинци), település Bosznia-Hercegovinában, a Szerb Köztársaság északi régiójában. 

## Fekvése
A település Bosznia-Hercegovina északi részén, Dobojtól légvonalban 17, közúton 30 km-re északnyugatra, községközpontjától légvonalban 14, közúton 21 km-re délre, a Krnjin-hegységben, a Foča-folyó felső folyásánál, 174-274 méteres magasságban található.

## Népessége
| Nemzetiségi csoport | Népesség 1991 | Népesség 2013 |
| ------------------- | ------------- | ------------- |
| Szerb               | 463           | 192           |
| Bosnyák             | 1             | 0             |
| Horvát              | 953           | 13            |
| Jugoszláv           | 16            | 0             |
| Egyéb               | 13            | 1             |
| Összesen            | 1445          | 206           |

## Története
A település már a középkorban is templomos hely volt. Mišinciben, a régi temető mellett, a Brod - Szarajevó út építésekor (1880) ásták ki a középkori Szent Rókus templom alapjait.
A település 1878-ig tartozott az Oszmán Birodalomhoz, ekkor a berlini kongresszus határozata alapján az Osztrák-Magyar Monarchia része lett. 1879-ben az első osztrák-magyar népszámlálás során a Derventi járáshoz tartozó településnek 59 háztartása, 332 római katolikus és 127 ortodox lakosa volt. 1910-ben a Derventi járáshoz tartozó településen 104 háztartást, 572 római katolikus, 182 ortodox és 3 muszlim lakost találtak. A monarchia szétesésével 1918-ban előbb a Szerb-Horvát-Szlovén Királyság, majd 1929-től a Jugoszláv Királyság része lett. 1921-ben a Derventi járáshoz tartozó településnek 861 lakosa volt, közülük 192 ortodox szerb, 659 római katolikus, 6 görög katolikus és 4 muszlim volt. Az 1929-es törvény értelmében, amikor Bosznia-Hercegovinát négy banovinára, Drinskára, Vrbaskára, Zetskára és Primorskára osztották, a település a Vrbaska banovina (Orbászi bánság) része lett, amelynek székhelye Banja Luka volt. 1939-ben a közigazgatás átszervezésével a Hrvatska banovina (Horvát Bánság) része lett.
A második világháborúban Jugoszlávia megszállása után a Független Horvát Állam (NDH) része lett. A második világháború után 1992-ig a település a szocialista Jugoszlávia keretében a Bosznia-Hercegovinai Népköztársaság része volt. A boszniai háborút lezáró daytoni békeszerződés rendelkezése alapján az ország területét felosztották a Bosznia-hercegovinai Föderáció és a boszniai Szerb Köztársaság között. A békeszerződés utáni területmegosztási megállapodás értelmében a település Derventa község részeként a Boszniai Szerb Köztársasághoz került.

## Nevezetességei
- A Szentháromság tiszteletére szentelt ortodox temploma. A templom mérete 13,4x9,5 méter. Az építkezés 1998 májusában kezdődött Bora Petković derventai építész tervei szerint. Az alapokat 1998. augusztus 1-jén szentelte fel Vasilije, Zvornik-Tuzla püspöke. Az építkezés 2000-ben fejeződött be, a templomot pedig ugyanazon év szeptember 30-án szentelte fel Vasilije püspök. A fenyő és tölgy ikonosztázt a derventai Neđo Kuzmanović készítette. Az ikonosztázon látható ikonokat a doboji Aleksandar Vasiljević festette.[9]

- Svatovsko greblje – középkori temető maradványai. A lelőhely a mai temető déli oldalán található 4 síremlékkel, melyek Észak-Bosznia kora török kori síremlékeire jellemzőek. Az egyik emlék felirata Szulejmán szultánt is megemlíti.[10]